# Concerto alla rustica

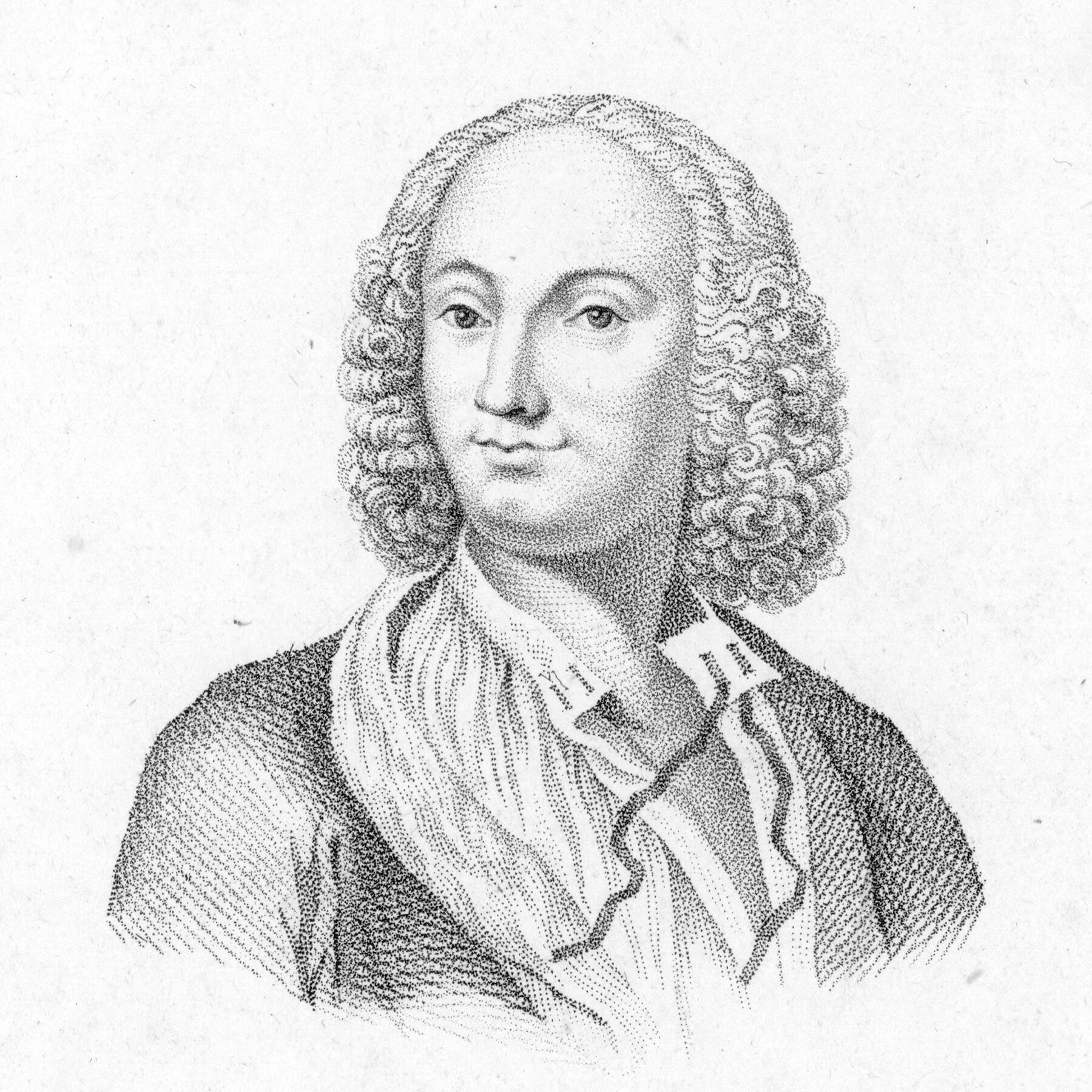
Vivaldi

El Concierto para cuerdas en sol mayor, RV 151, comúnmente conocido como Concerto alla rustica, es un concierto para orquesta sin solistas de Antonio Vivaldi. Fue escrito entre mediados de la década de 1720 y 1730 y es uno de los conciertos más conocidos del compositor.

## Composición
El Concerto alla rustica, a diferencia de otros conciertos de Vivaldi, no tuvo un programa descriptivo. Fue compuesto en algún momento entre mediados de 1720 y 1730, tiempo durante el cual Vivaldi estaba trabajando en su Concurso entre la armonía y la invención, op. 8, la obra que incluye su conjunto de composiciones más conocido, Las cuatro estaciones.
El manuscrito de este concierto fue escrito parcialmente en el mismo papel que su versión de cámara del Concierto del Jilguero, Il Gardellino, RV 90b. El musicólogo Michael Talbot ha dicho que dado que ese concierto fue entregado a la aristocrática familia Ottoboni de Roma, es probable que el Concierto alla rustica también lo fuera.

## Estructura
El concierto consta de tres movimientos y normalmente tarda solo entre 5 y 6 minutos en ejecutarse. Está compuesto para orquesta de cuerdas y bajo continuo, e incluye dos oboes en su movimiento final. Los movimientos son los siguientes:
1. Presto
2. Adagio
3. Allegro

El primer movimiento es un moto perpetuo, una pieza virtuosa para orquesta barroca en sol mayor. Vira a sol menor en los compases finales del movimiento . El segundo movimiento es lento y contrastante, con acordes largos. El tercer movimiento es rápido como el primero y parecido a una danza. Este último movimiento enfatiza el cuarto grado agudo de la escala (do sostenido), utilizando por lo tanto un modo lidio, un rasgo común en la música folclórica. Vivaldi probablemente conoció esta característica gracias a las sonatas y conciertos de estilo polaco de su gran contemporáneo Georg Philipp Telemann.

## Uso en la cultura popular
El Concerto alla rustica, que se encuentra entre los conciertos más conocidos de Vivaldi y ha aparecido en diversas películas y series de televisión, entre ellas:
- Todo ese jazz de Bob Fosse (1979)
- El abuelo está en la resistencia de Jean-Marie Poiré (1983)
- El Aura de Fabián Bielinsky (2005)[6]
- María Antonieta de Sofia Coppola (2006)
- Mijo (2015), segundo episodio de la serie de televisión Better Call Saul, creada por Vince Gilligan[7]
- Freaky Tuesday (2019), episodio 5 de la temporada 3 de GLOW
- Napoleón (película) de Ridley Scott (2023)